# Lake Yamma Yamma
Lake Yamma Yamma är en sjö i Australien. Den ligger i delstaten Queensland, omkring 1 200 kilometer väster om delstatshuvudstaden Brisbane. Lake Yamma Yamma ligger 90 meter över havet.
Trakten runt Lake Yamma Yamma är nära nog obefolkad, med mindre än två invånare per kvadratkilometer. Genomsnittlig årsnederbörd är 220 millimeter. Den regnigaste månaden är februari, med i genomsnitt 69 mm nederbörd, och den torraste är oktober, med 1 mm nederbörd.